# Green-Bank-Observatorium
| Green-Bank-Teleskop |                                                                  |
|                     |                                                                  |
| Betreiber           | Green Bank Observatory                                           |
| Standort            | Green Bank, West Virginia, USA                                   |
| Inbetriebnahme      | 22. August 2000                                                  |
| Spektralbereich     | Radio                                                            |
| Webpage             | www.greenbankobservatory.org                                     |
| Eigenschaften       |                                                                  |
| Bauform             | Parabolische Offsetantenne mit dynamisch justierbarer Oberfläche |
| Durchmesser         | 100–110 m                                                        |
| Reflektorfläche     | ~ 7.854 m²                                                       |

Das Green-Bank-Observatorium ist eine zum Teil staatlich geförderte Forschungs- und Entwicklungsorganisation für Radioastronomie mit Sitz in Green Bank im US-Bundesstaat West Virginia.
Das Hauptinstrument des Green-Bank-Observatoriums ist das Robert-C. Byrd-Green-Bank-Teleskop (GBT). Es ist mit 100 × 110 Metern Durchmesser das größte voll bewegliche Radioteleskop der Welt.
Mit der Inbetriebnahme verdrängte es nach 29 Jahren das deutsche Radioteleskop Effelsberg von der Spitze der Liste der größten voll beweglichen Radioteleskope der Welt. Das GBT befindet sich in der National Radio Quiet Zone, in der der Betrieb der meisten Quellen von Radiowellen streng reglementiert bzw. untersagt ist. Im Nahbereich sind nur Dieselfahrzeuge gestattet, da diese keine Zündkerzen haben und somit keine elektromagnetischen Störungen verursachen.
Das Observatorium wurde bis 30. September 2016 vom National Radio Astronomy Observatory, mit Hauptsitz in Charlottesville, Virginia, betrieben. Seit 1. Oktober 2016 ist das Green-Bank-Observatorium nicht mehr Teil von NRAO, sondern ein eigenständiges Observatorium (Green Bank Observatory). Die Finanzierung erfolgt zwar zum größten Teil noch staatlich gefördert, aber nun zum Teil auch durch private Projekte. Das größte private Projekt ist derzeit das nach Signalen möglicherweise existierender technischer Zivilisationen im All suchende Project Breakthrough Listen. Seit Januar 2016 werden 20 Prozent der Beobachtungszeit des GBT für Breakthrough Listen eingesetzt.
Im November 1961 fand im Green-Bank-Observatorium die erste SETI-Konferenz von Wissenschaftlern verschiedener Bereiche statt. Dort wurde über mögliches Leben im All und die Suche danach diskutiert. Ein Resultat dieses Treffens ist die sogenannte Drake-Gleichung.

## 300 foot Radio Telescope
In den Jahren 1961 und 1962 wurde in Green Bank ein 300 Fuß (90 Meter) großes Radioteleskop errichtet, das damals größte Radioteleskop der Welt. Dieses wurde Anfang der 1970er Jahre mit einer verbesserten Oberfläche und einem abgeschirmten Kontrollraum ausgestattet. Das Teleskop konnte nur einachsig – nord- bis südwärts – geschwenkt werden. Es arbeitete ähnlich einem Transitinstrument mit 40 Sekunden Transitdauer. Durch eine Verschiebbarkeit des Empfängers im Brennpunkt der Schüssel konnte jedoch die Erddrehung ein Stück weit kompensiert und so ein Punkt am Fixsternhimmel immerhin einige Minuten anvisiert werden.
Durch das Versagen eines konstruktiven Elements kollabierte dieses Teleskop am 15. November 1988 um 21.43 Uhr. Über die Datenaufzeichnung konnte die Ausbildung eines Risses rekonstruiert werden. Als Ersatz wurde das oben genannte Robert-C.-Byrd-Green-Bank-Teleskop errichtet.

Das 300-Fuß-Radioteleskop, 1988
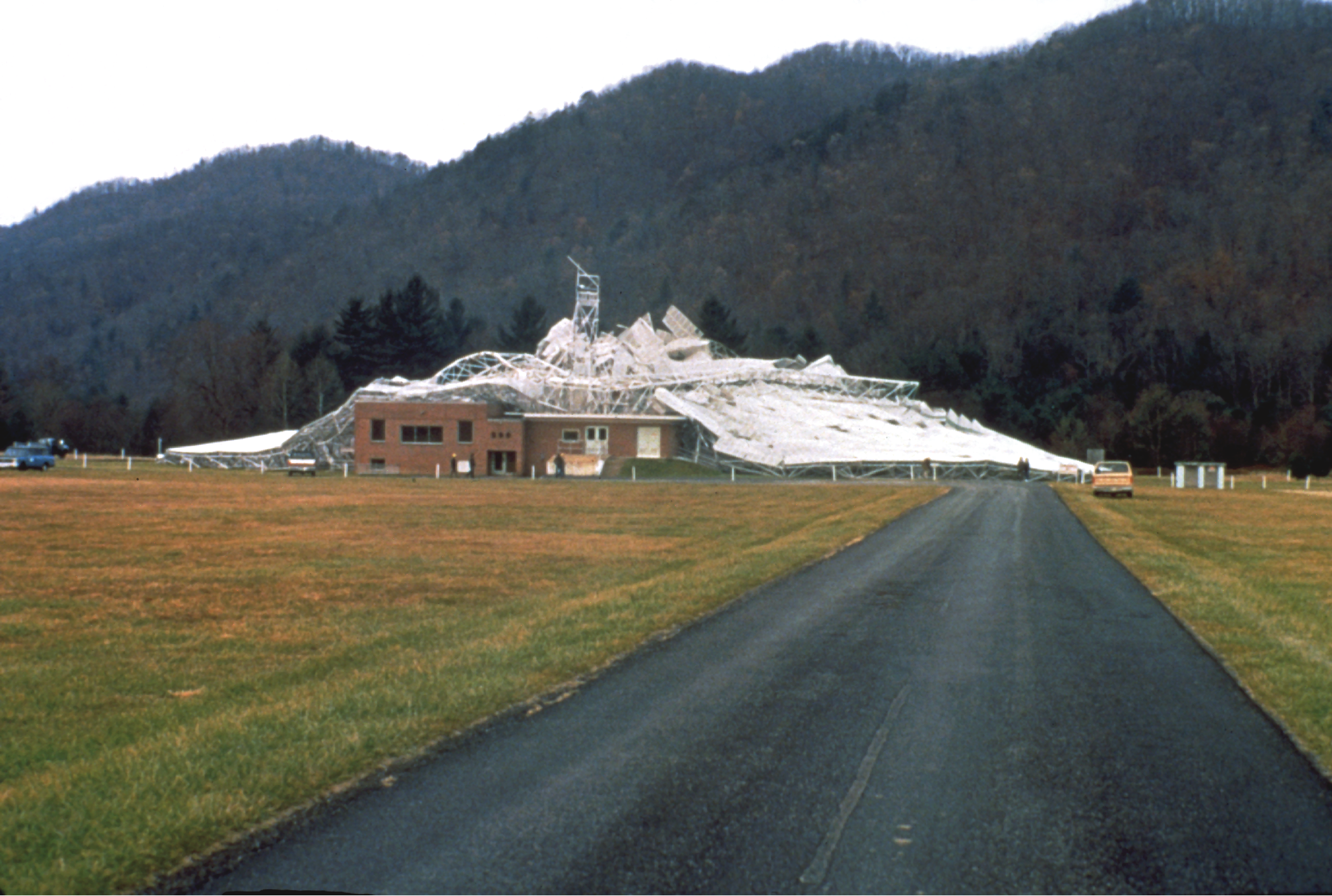
Am Tag nach dem Kollaps, 1988
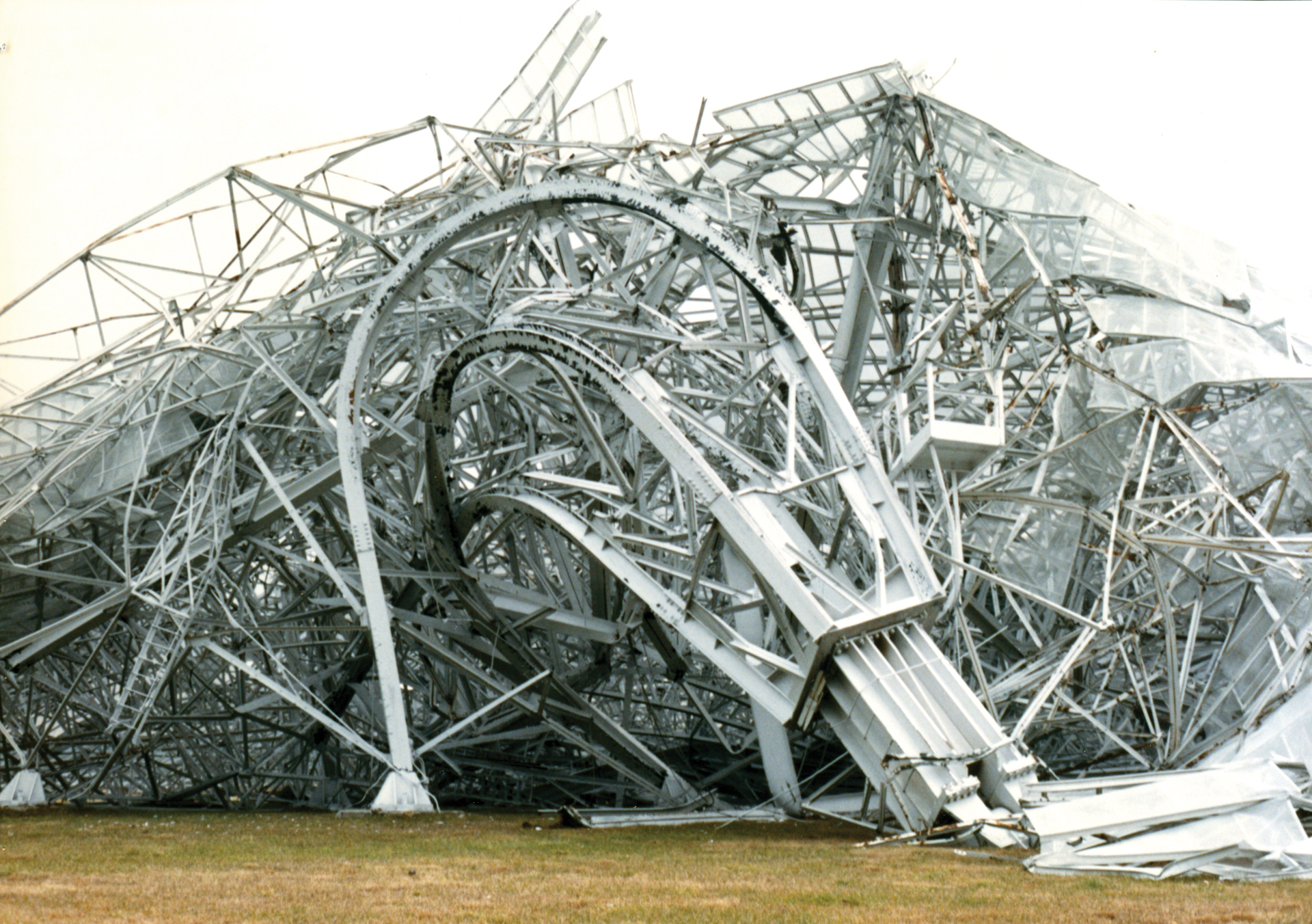
Nahaufnahme

## Weitere Radioteleskope
Neben dem Green-Bank-Teleskop gibt es auf dem Gelände des Observatoriums noch eine Anzahl weiterer älterer Radioteleskope, die zum Teil noch für wissenschaftliche Projekte oder zu Ausbildungszwecken verwendet werden. Außerdem gibt es ein neues Besucherzentrum mit Ausstellungen zum Thema Radioastronomie und zur Geschichte des Standorts Green Bank. Zum Observatorium gehört eine Landebahn für Flugzeuge.
- 140-Foot-Teleskop[6]
- 20-Meter-Teleskop[7]
- 40-Foot-Teleskop[8]
- 45-Foot-Teleskop[9]
- Tatel-Teleskop (85 Foot)[10]
- Reber-Teleskop[11]
- Green Bank Interferometer, bestehend aus drei 85-Foot-Teleskopen, darunter zwei beweglichen auf Rädern.[12]

Das Reber-Teleskop ist seit November 1972 als Struktur im National Register of Historic Places eingetragen. Im Dezember 1989 erhielt das Teleskop den Status eines National Historic Landmarks.

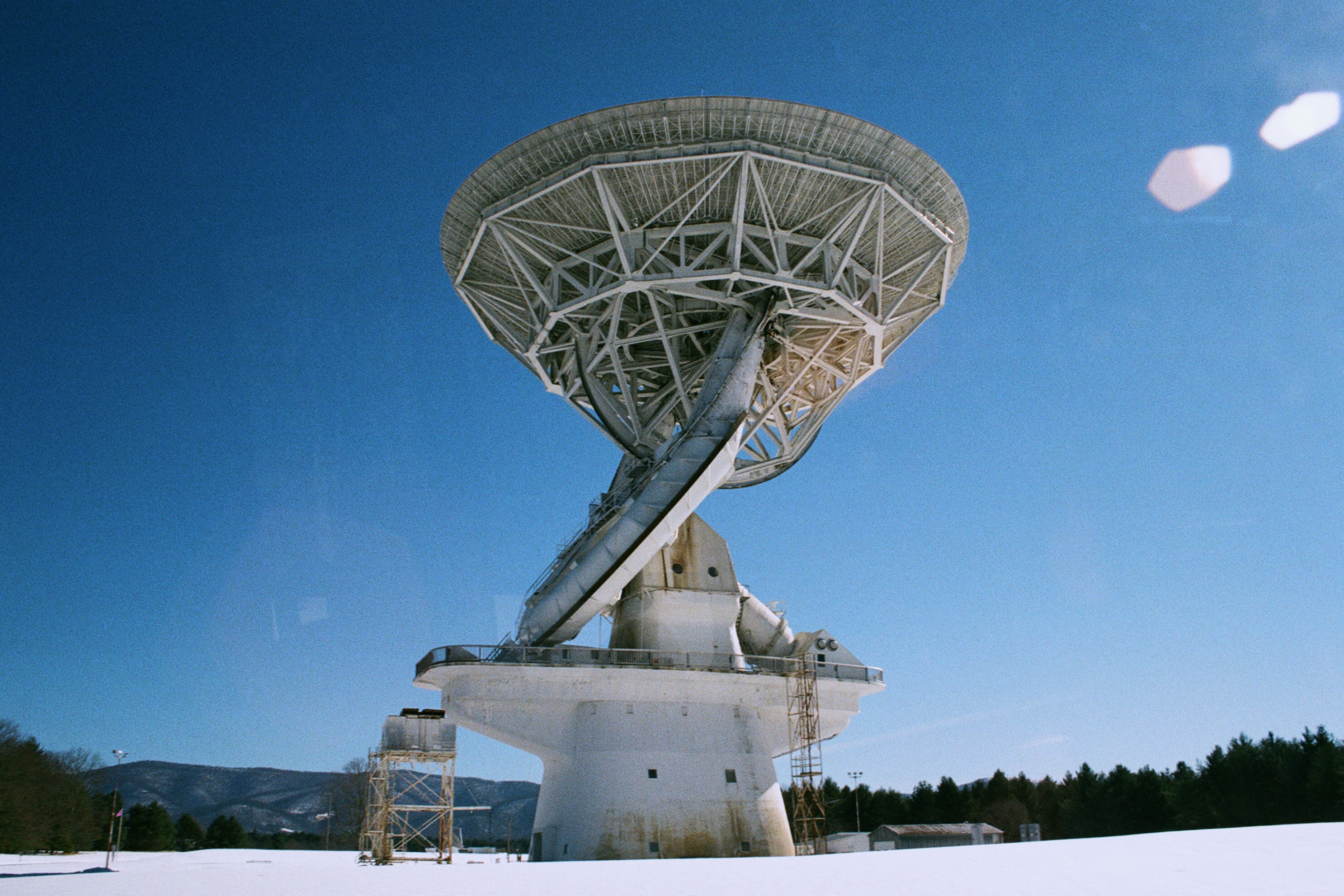
140-Foot-Teleskop
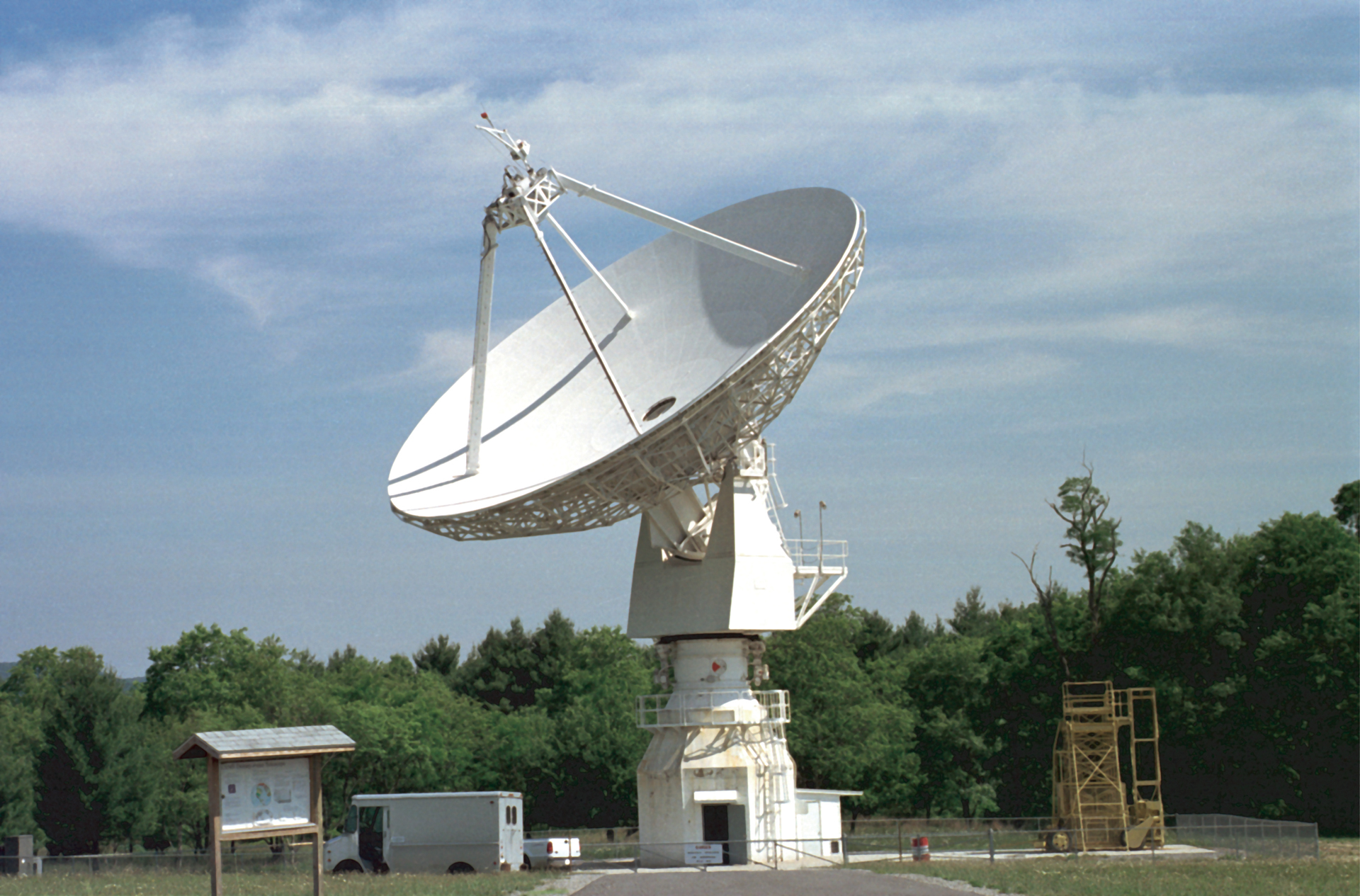
20-m-Teleskop
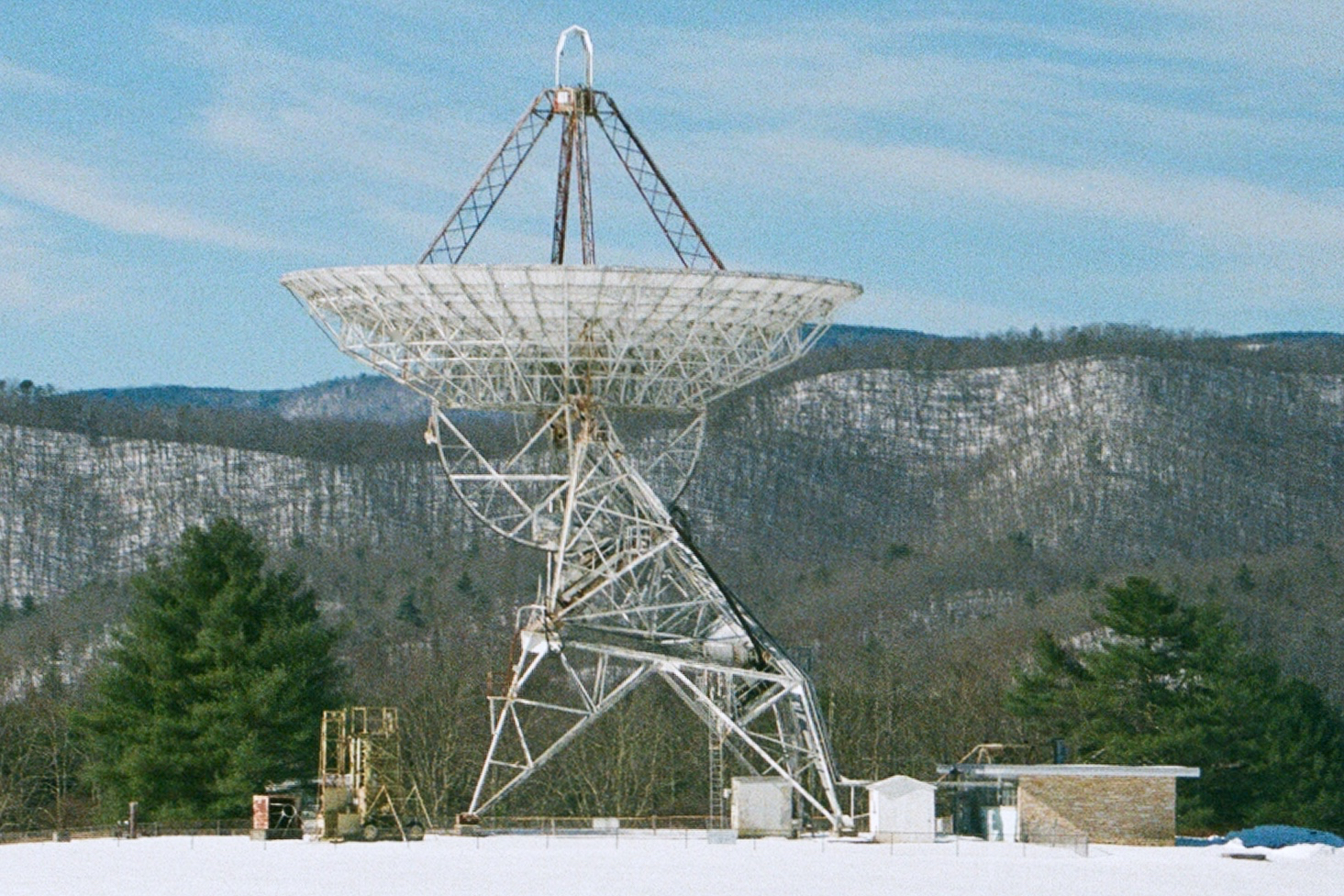
Howard E. Tatel Radio Telescope, Teil des aus  drei Teleskopen bestehende 85-Foot-Interferometer
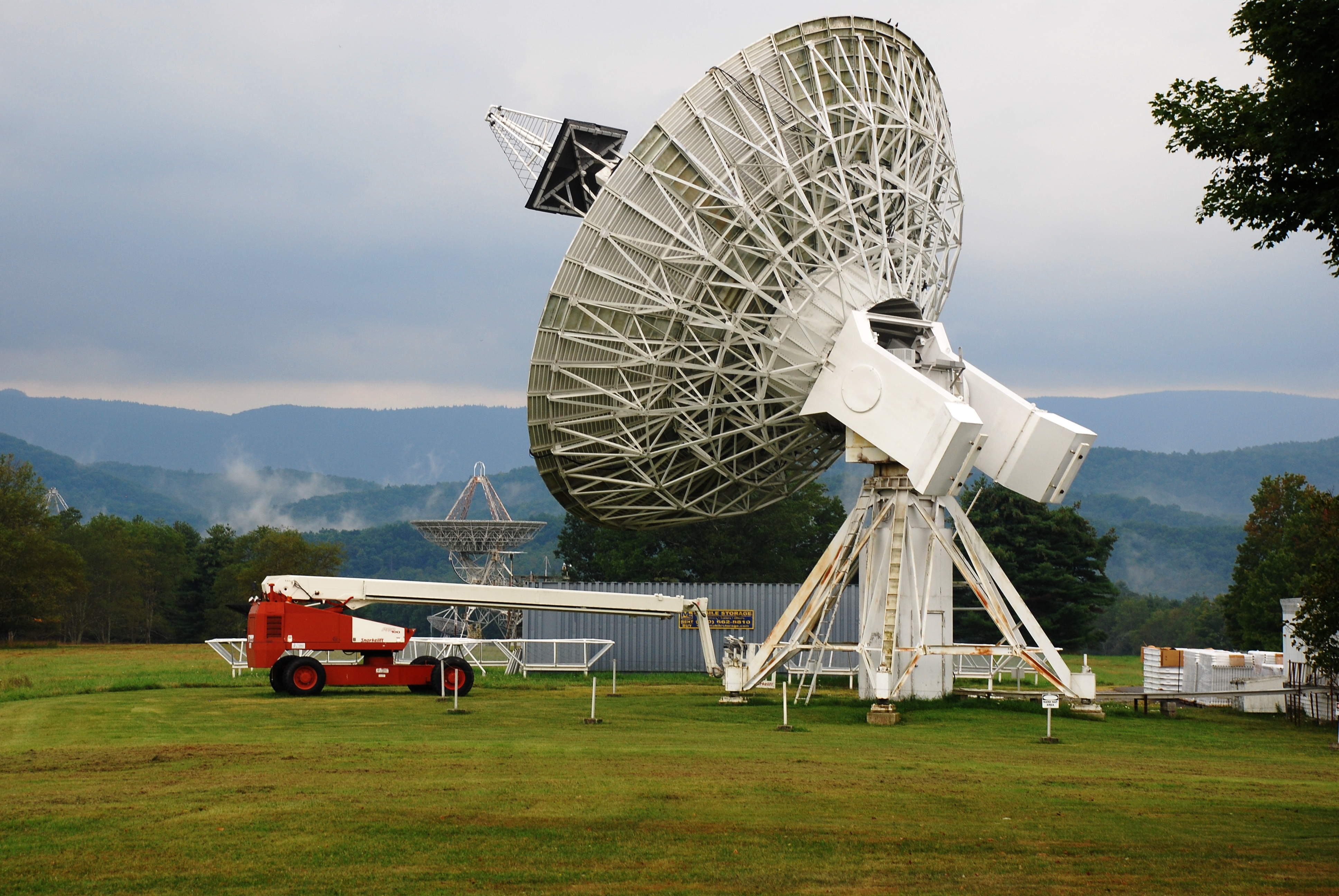
45-Foot-Teleskop
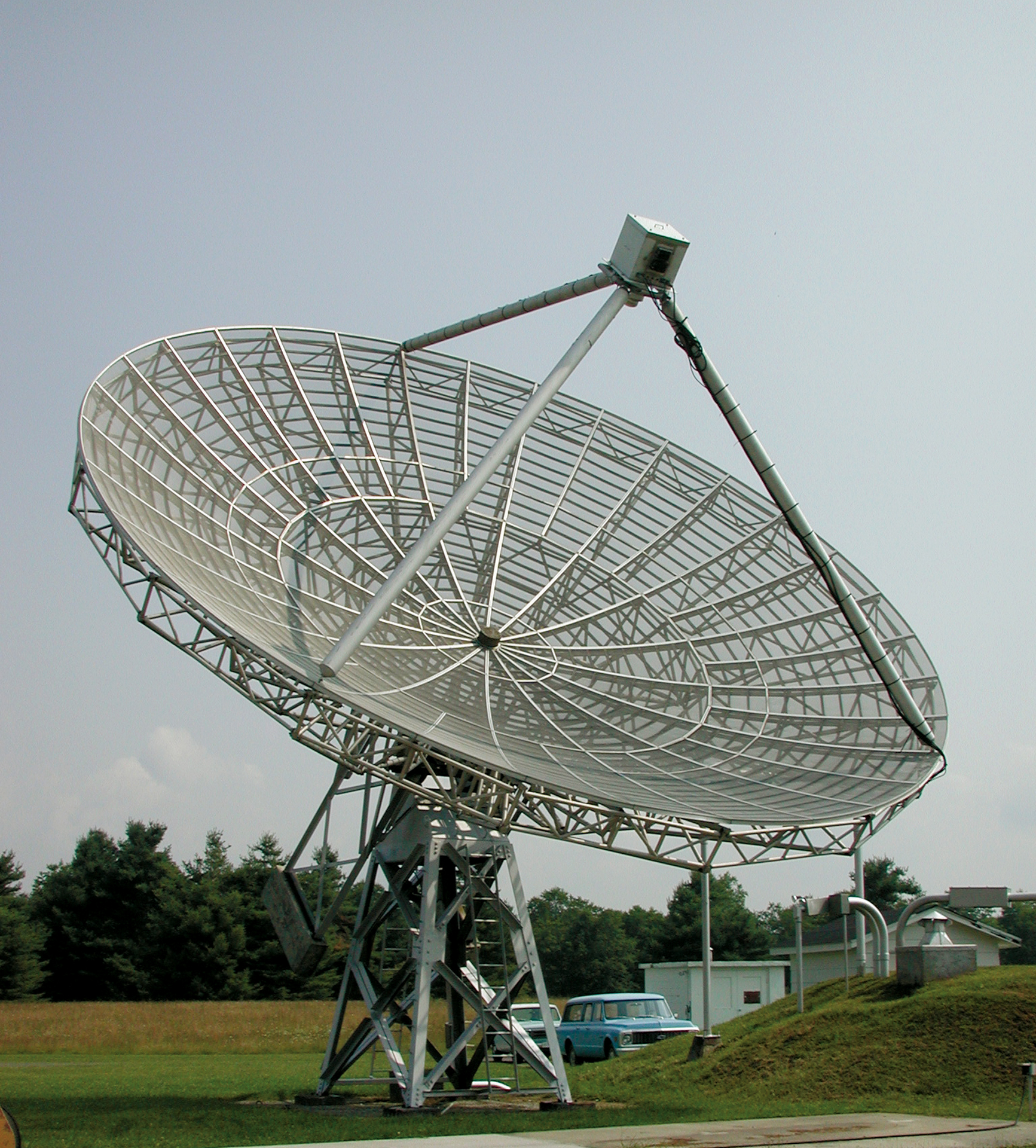
40-Foot-Teleskop
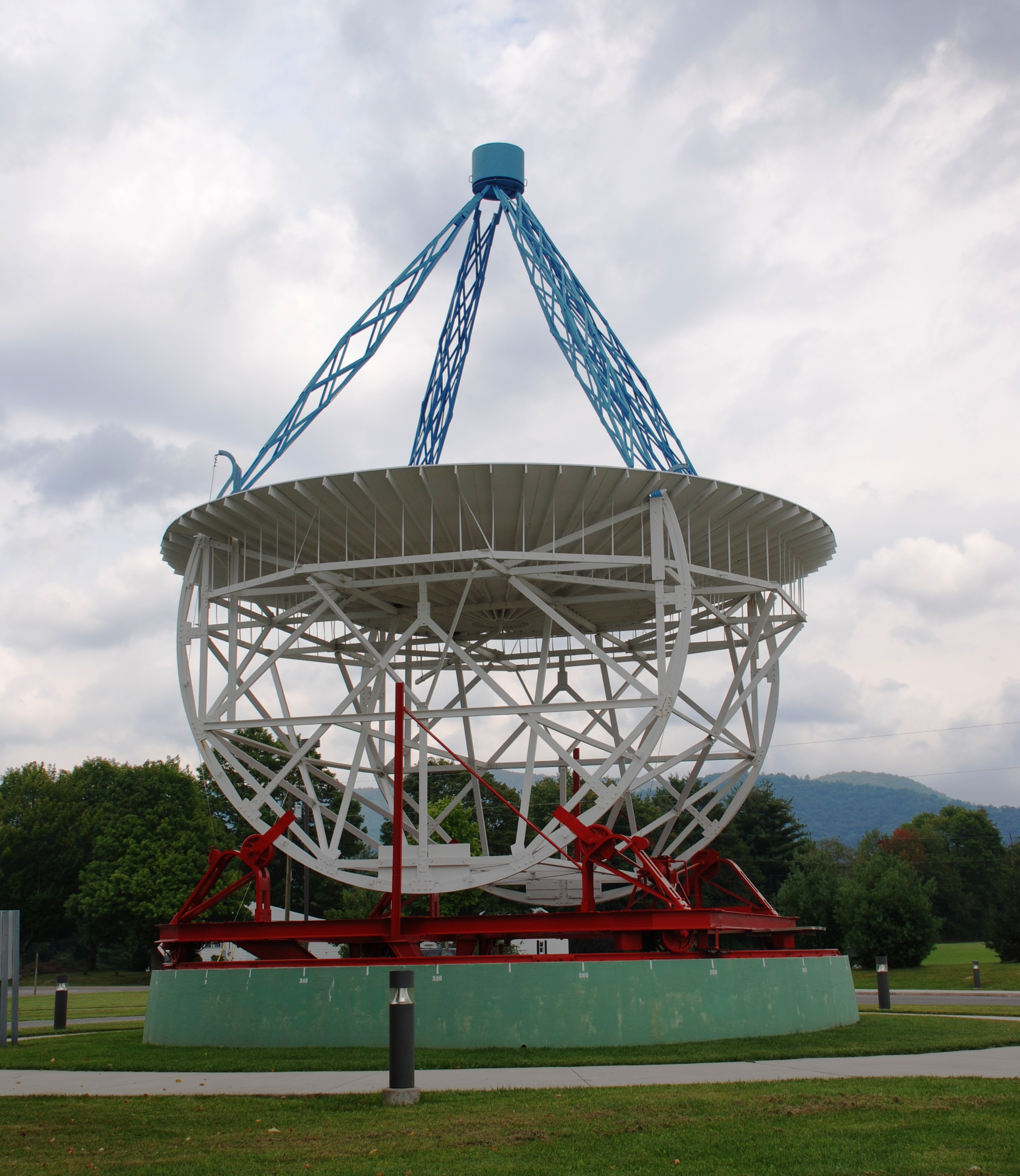
Grote-Reber-Teleskop
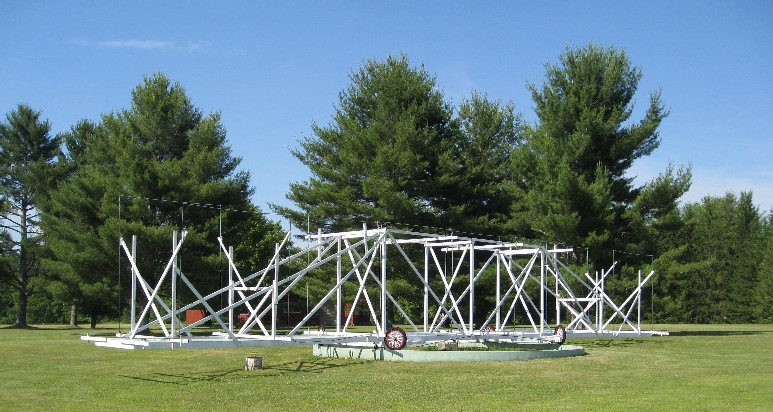
Das Jansky Radio Teleskop